# Vojtěch

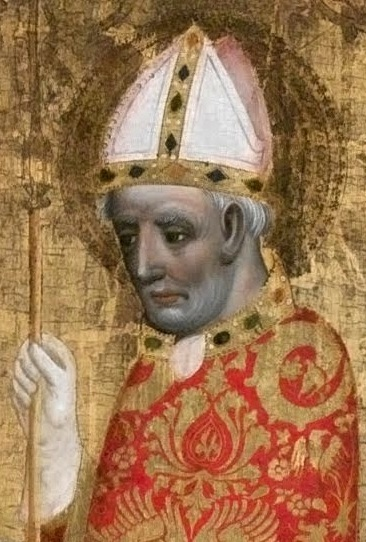
svatý Vojtěch na Votivním obrazu Jana Očka z Vlašimi

Vojtěch je slovanské rodné jméno s významem „útěcha vojska, posila vojska, těšitel voje“.
V Česku je velmi oblíbeno, v roce 2016 žilo 52 802 jeho nositelů, přičemž jeho obliba začala růst v 80. letech 20. století. V lednu roku 2019 bylo sedmým nejčastějším jménem pro novorozené chlapce. V roce 2016 také v Česku žilo 572 nositelů jména Vojtech a 21 jména Wojciech. K domácím podobám náleží Vojta, Vojtek, Vojtin, Vojtíšek, Vojtík, Vojan, Těša, Vova a další. Jmeniny slaví 23. dubna. Existuje také málo používaná ženská podoba Vojtěška. Jméno je také netypické dvojím skloňováním, ve vokativu je možné užít Vojtěchu i archaické Vojtěše, užívané například v modlitbách, v dativu a lokálu je pak možné užít Vojtěchovi i Vojtěchu.
Mezi cizojazyčné podoby jména pak náleží:
- Vojtech, přičemž domácí podoby Béla a Belo vychází z maďarského Béla, tedy Adalbert (slovensky)[1]
- Wojciech (polsky)[1]
- Vojteh (chorvatsky, srbsky)[1]
- Vojtech (bulharsky, rusky)[1]

Často se uvádí jako protějšek jména Vojtěch německé jméno Adalbert. Jeho význam je však „vznešený, nádherný“ a obě jména spojuje jen fakt že svatý Vojtěch přijal toto jméno při biřmování.
Jméno Vojtěch, respektive Vojta, je také základem slovesa zvojtit „pokazit něco, poplést něco (především vtip)”, které je však přímo odvozeno od jména herce Jaroslava Vojty.

## Známí nositelé jména
- Svatý Vojtěch z rodu Slavníkovců
- Vojtěch Hynais – český malíř, autor opony Národního divadla
- Vojtěch Dyk – český herec a zpěvák
- Vojtěch Drahokoupil – český zpěvák
- Vojtěch Kotek – český herec
- Vojtěch Kryšpín – český konstruktér lokomotiv
- Vojtěch Novotný – český entomolog
- Vojtěch Steklač – český spisovatel
- Vojtěch Filip – současný český politik
- Alberto Vojtěch Frič – český botanik a cestovatel
- Vojtěch Jarník – český matematik
- Vojtěch Zamarovský – slovenský historik a spisovatel
- Vojtěch Náprstek – český národopisec, zakladatel muzea, které dnes nese jeho jméno
- Vojtěch Bernatský – český moderátor
- Vojtěch Fišar – český youtuber a streamer, pod přezdívkou Agraelus
- Wojciech Jaruzelski – polský generál a komunistický politik, předseda vlády v době Solidarity a později krátce i prezident